# Рандакявичюс, Альфонсас Бернардович
Альфонсас Бернардович Рандакявичюс (лит. Alfonsas Randakevičius; 1 мая 1919, Дованёнис, Литва — 1978, Друскининкай, Литовская ССР) — советский государственный деятель, председатель КГБ Литовской ССР (1959—1967).

## Биография
С июня 1940 — активист и секретарь муниципального комитета комсомола, с сентября 1940 — инструктор комсомола в Каунасе, член ВКП(б), после нападения Германии на СССР эвакуирован в Марийскую АССР. В 1942 году призван в Красную Армию. 26 апреля 1943 года назначен старшим лейтенантом, с мая 1943 г. — помощник начальника политического отдела 16-й стрелковой дивизии, 2 мая 1944 года получил звание капитана, а 1 июня 1945 — звание майора, 28 мая 1946 демобилизовался, был секретарем ЦК Комсомола Литовской ССР по вопросам пропаганды и агитации, 1949—1952 учился в Высшей Партийной Школе при ЦК ВКП(б), 12 мая 1952 года получил звание полковника Советской Армии.
С 14 июня 1952 до 20 июля 1956 года — заместитель командира и начальник политического отдела 16-й стрелковой дивизии, потом офицер КГБ, с 13 июля 1956 года по 9 мая 1959 года — заместитель председателя КГБ Литовской ССР.
С 30 октября 1959 года по 26 января 1967 года — председатель КГБ Литовской ССР, в декабре 1964 присвоено воинское звание генерал-майор. С 30 сентября 1961 года по 9 января 1964 года — кандидат в  члены  Бюро ЦК КПЛ. С 3 апреля 1964 года — член ЦК КПЛ. В 1971—1977 годах — министр юстиции Литовской ССР.
Депутат Верховного Совета СССР 6 и 7 созывов и Верховного Совета Литовской ССР (1971—1978).